# Diakovce
Diakovce este o comună slovacă, aflată în districtul Šaľa din regiunea Nitra. Localitatea se află la altitudinea de 115 m deasupra n.m., se întinde pe o suprafață de 26,28 km2 și în 2017 număra 2.277 de locuitori.

## Istoric
Localitatea Diakovce este atestată documentar din 1002.

## Demografie
| An:                | 1994 | 2004   | 2014   | 2024   |
| ------------------ | ---- | ------ | ------ | ------ |
| Număr de persoane: | 2113 | 2223   | 2259   | 2377   |
| Diferență:         |      | +5,20% | +1,61% | +5,22% |

| An:                | 2023 | 2024   |
| ------------------ | ---- | ------ |
| Număr de persoane: | 2380 | 2377   |
| Diferență:         |      | −0,12% |